# 戴亢
戴亢（1484年—？），字師賢，福建福州府閩縣人，民籍，明朝政治人物。

## 生平
正德五年（1510年）庚午科福建鄉試第八十四名舉人。正德十六年（1521年）中式辛巳科會試第二百八十六名，登第三甲第二百零八名進士。官至四川按察司佥事。

## 家族
曾祖戴弘昭；祖父戴昻，曾任教授贈南京刑部主事；父戴敔，曾任按察司副使。母林氏（贈安人）；繼母莫氏。慈侍下。弟戴京、戴亨（教谕）、戴文、戴元。